# Saupsdorf
Saupsdorf je vesnice, místní část velkého okresního města Sebnitz. Leží v zemském okrese Saské Švýcarsko-Východní Krušné hory na hranicích s Českem. Má 509 obyvatel.

## Historie
V historických pramenech je Saupsdorf poprvé zmiňován roku 1445 jako lesní lánová ves, náležející k Českému království. Roku 1451 přešla z držení Berků z Dubé pod saský šlechtický rod Wettinů. Dne 1. března 1994 se do té doby samostatná obec spojila s Lichtenhainem (jeho součástí byly Altendorf a Mittelndorf) a Ottendorfem do nové obce Kirnitzschtal. Ta existovala až do 1. října 2012, kdy byla začleněna do velkého okresního města Sebnitz.

## Přírodní poměry
Saupsdorf leží v oblasti Saského Švýcarska na hranici Děčínské vrchoviny, Šluknovské pahorkatiny a Západolužické pahorkatiny a vrchoviny. Nejvyšším bodem je Wachberg (497 m), následují kopce Tännichtkuppe (415 m) a Sandberg (409 m). V severní části území převažuje granodiorit, místy prostoupený bazaltem, doleritem a žilným křemenem, jižně od lužického zlomu je hlavní horninou pískovec. Nejvýznamnějšími vodními toky, náležejícími k povodí Křinice, jsou Saupsdorfer Bach, Räumichtbach a Waldmühlenbach, který pramení v Česku jižně od Mikulášovic jako Strážný potok. Většina katastrálního území se nachází v chráněné krajinné oblasti Saské Švýcarsko.

## Pamětihodnosti
Zachovala se řada selských dvorů, mlýnů, podstávkových a hrázděných domů. Dominantou vsi je vesnický kostel, postavený roku 1842 v novorománském slohu. Nedaleko hranic stojí na vrchu Wachberg penzion s restaurací, který umožňuje výhled na Zadní Saské Švýcarsko, České Švýcarsko a Krušné hory. Přeshraniční turistická stezka spojuje vrch, nazývaný také „Schweizerkrone“ (česky Švýcarská koruna), se sousedními Mikulášovicemi.

## Galerie

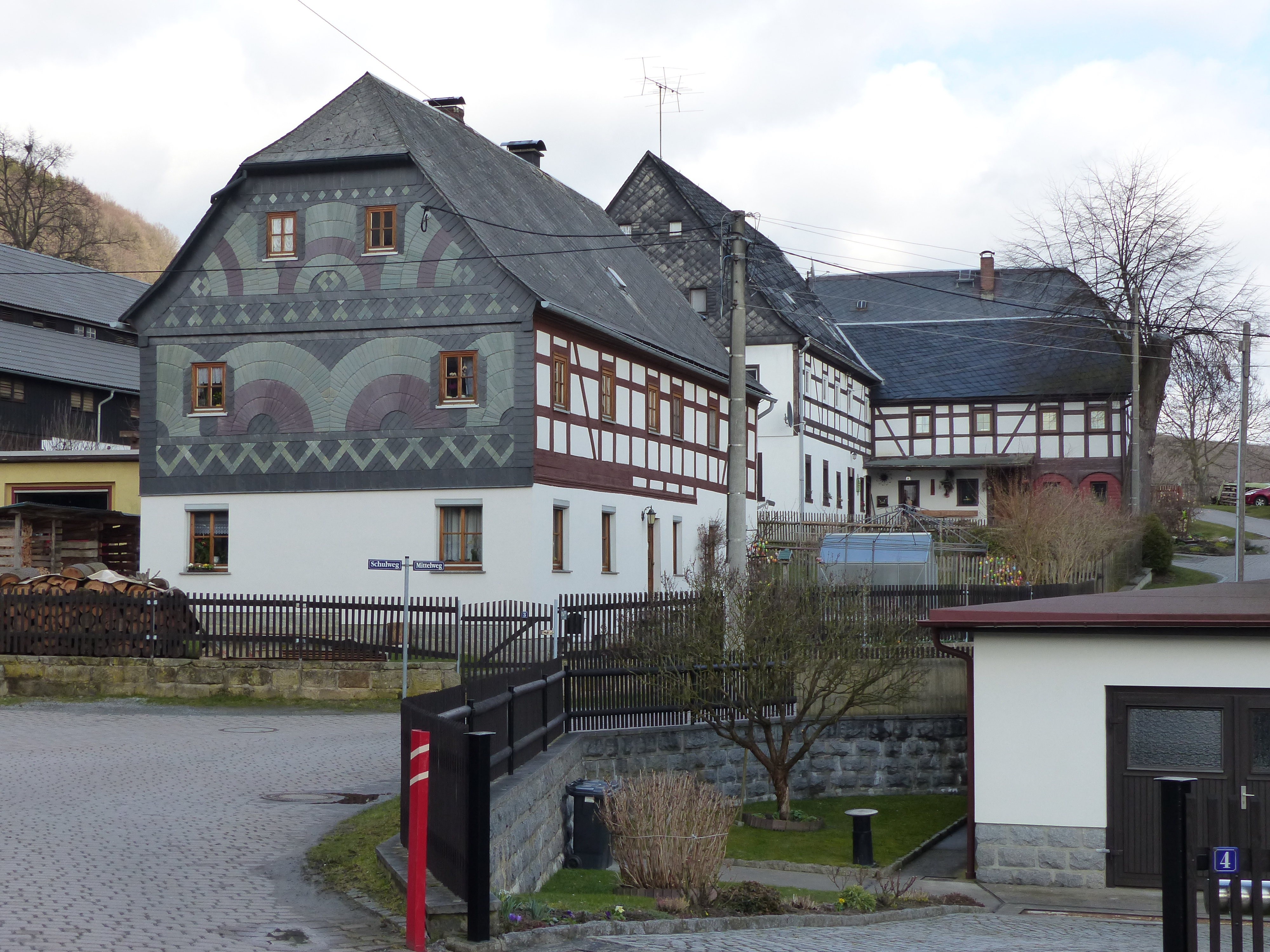
Hrázděný dům
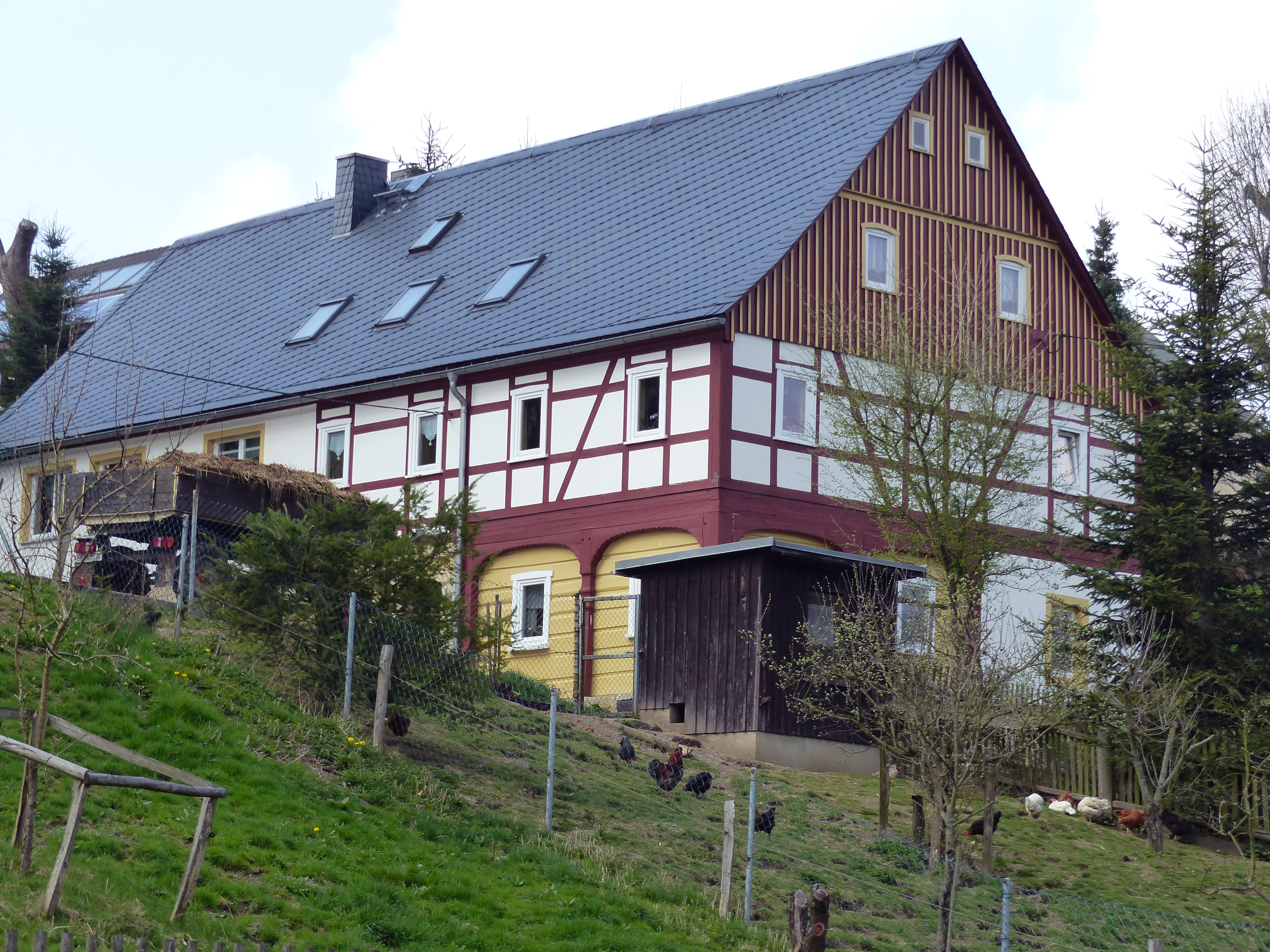
Podstávkový dům
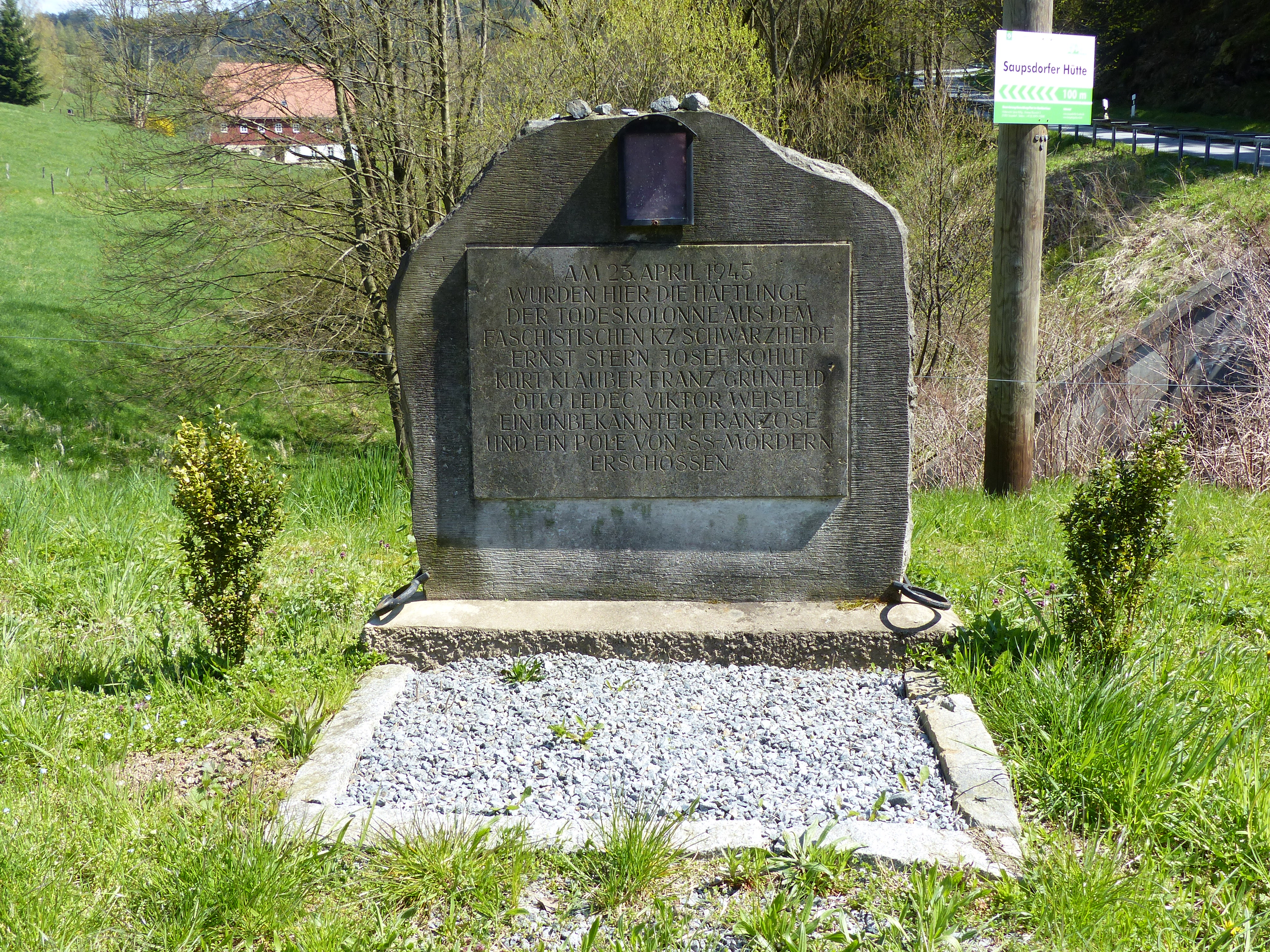
Památník pochodu smrti
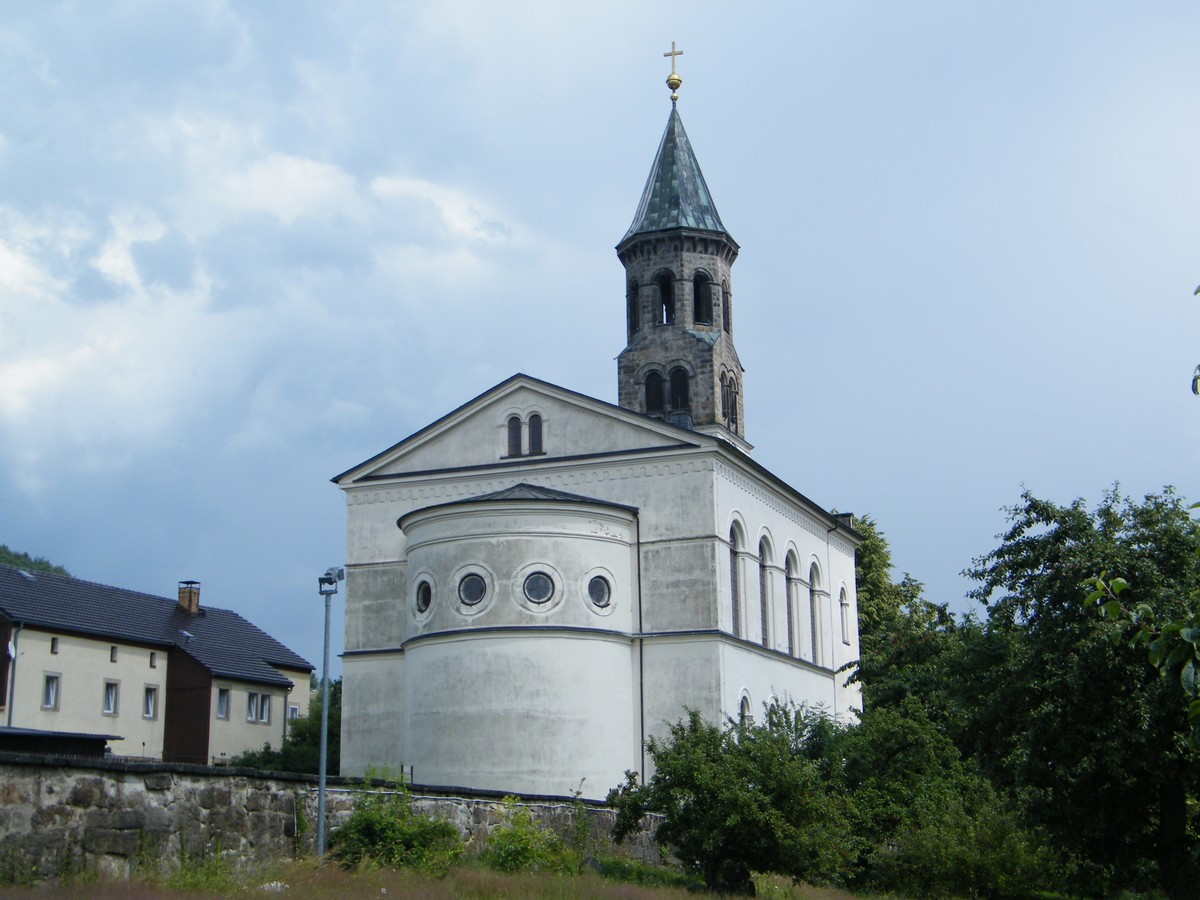
Kostel